# Gorpeind
Gorpeind is een gehucht  in de gemeente Baarle-Nassau.
Reeds in de Romeinse Tijd ontstonden hier langs wegen verschillende gehuchten. Gorpeind ligt aan de weg van Baarle over Zondereigen naar Merksplas. Het gebied was vroeger laaggelegen en drassig. Gorpeind heeft de naam te danken aan dit gebied. Gorpeind is een samentrekking en verbastering van Goor-op en einde. Goor-op betekent laag gelegen drassige grond nabij hoger gelegen gebied.